# Charles Claser
Charles Claser, Charly Claser né à Alost, le 27 juillet 1901, mort au camp de concentration nazi de Gross-Rosen, le 12 décembre 1944 était un militaire belge durant la Seconde Guerre mondiale. Il fut le fondateur de la Légion belge qui deviendra plus tard, l'Armée secrète.

## Biographie
Charles Claser, né à Alost, le 27 juillet 1901 voit ses études compromises par la Première Guerre mondiale. Sa famille s'installe en France où Charles décrochera son Baccalauréat avec la plus grande distinction. En 1919, il s'inscrit à l'École des Cadets de Namur. De 1920 à 1922, il poursuit son parcours à l'École royale militaire qu'il termine avec le grade de Sous-Lieutenant d'infanterie. Il intègre à cette époque le 3e régiment d'infanterie de ligne. En 1930, il sort breveté d'État-Major de l'École de Guerre. En juin 1939, il est promu Capitaine et en décembre de la même année, Capitaine-Commandant. Il passe à cette époque son brevet de pilote-observateur.
Lors de la Campagne des 18 jours, dirigeant une contre-attaque, il est grièvement blessé (28 mai 1940). Il sera recueilli et soigné par une famille belge. À l'été 1940, rétabli, il sillonne la Belgique sous le nom de Van Nieuwenhove afin de jeter les bases de la Légion belge, ignorant que le Colonel Robert Lentz accomplit les mêmes démarches de son côté pour mettre sur pied l’Armée belge reconstituée. Les deux mouvements fusionneront sous le vocable unique de la Légion belge qui deviendra en 1942 l’Armée de Belgique puis, le 1er juin 1944, l'Armée secrète.
Après l'échec de la Mission Cassart, Charles Claser décide de rallier lui-même Londres afin de se mettre directement en contact avec les alliés et le gouvernement belge en exil. Sa mission sera un demi-échec puisqu'il ne parvint pas à rassurer totalement les alliés quant à la confiance qu'ils pouvaient accorder au réseau. La Sûreté de l'État soupçonne en effet l'organisation de promouvoir l'idée d'une "dictature royale".
Charles Claser décide alors de se rendre à Londres pour la seconde fois. Son groupe est arrêté en novembre 1942 tandis qu'ils sont en train de franchir la ligne de démarcation dans le sud de la France,.

### Arrestation
Sa couverture étant tombée, à la suite de la trahison de Prosper Dezitter, les nazis s'emparent immédiatement de lui et le font transférer à la prison d'Etterbeek, puis, fin décembre, à celle de Saint-Gilles et ensuite de Forest. En février 1944, lui et un important contingent de membres de la Légion belge sont déportés au camp d'Esterwegen. Le 15 mars 1944, il est transféré à Gross-Strehlitz puis le 1er octobre 1944, au camp de Gross-Rosen en Silésie. Très affaibli par les mauvais traitements, les privations, Charles Claser décède le 12 décembre 1944. Le médecin André qui l'assiste dans ses derniers instants dira: « angoissé de voir s'éteindre ce grand Belge, qui était devenu mon ami intime, je le vis emmené vers le crématoire, j'eus l'impression que notre Patrie perdait le meilleur de ses enfants ».